# Rugby-Bundesliga 2009/10
Die Rugby-Bundesliga 2009/10 ist die 39. ihrer Geschichte. Zehn Mannschaften spielen um die deutsche Meisterschaft im Rugby. Der Meister wird in Play-off-Spielen zwischen den vier bestplatzierten Mannschaften nach der regulären Spielzeit ermittelt. Die zwei letzten Mannschaften spielen in den Play-downs gegen den Abstieg. Titelverteidiger ist SC Frankfurt 1880.

## Tabelle
M = Meister

A = Aufsteiger
|    | Mannschaft          | Spiele | Gewonnen | Unentschieden | Verloren | Spielpunkte erzielt |     | Differenz | Punkte |
| -- | ------------------- | ------ | -------- | ------------- | -------- | ------------------- | --- | --------- | ------ |
| 1  | SC Frankfurt 1880   | 16     | 14       | 0             | 2        | 716                 | 143 | 573       | 66     |
| 2  | RG Heidelberg       | 16     | 11       | 2             | 3        | 512                 | 307 | 205       | 57     |
| 3  | Heidelberger RK     | 16     | 10       | 2             | 4        | 575                 | 221 | 354       | 54     |
| 4  | TSV Handschuhsheim  | 16     | 9        | 2             | 5        | 383                 | 292 | 91        | 49     |
| 5  | SC Neuenheim        | 16     | 9        | 1             | 6        | 347                 | 320 | 27        | 47     |
| 6  | Berliner Rugby Club | 16     | 5        | 0             | 11       | 364                 | 414 | −50       | 29     |
| 7  | RK 03 Berlin        | 16     | 5        | 1             | 10       | 259                 | 589 | −330      | 27     |
| 8  | RK Heusenstamm      | 16     | 3        | 0             | 13       | 233                 | 719 | −486      | 14     |
| 9  | DSV 1878 Hannover   | 16     | 2        | 0             | 14       | 156                 | 540 | −384      | 10     |
| 10 | ASV Köln Rugby      | 0      | 0        | 0             | 0        | 0                   | 0   | 0         | 0      |

- Absteiger: DSV 1878 Hannover, ASV Köln Rugby
- ASV Köln Rugby zog die Mannschaft im April 2010 zurück, alle Spiele wurden aus der Wertung genommen.